# Centre des jeunes travailleurs de Bielefeld

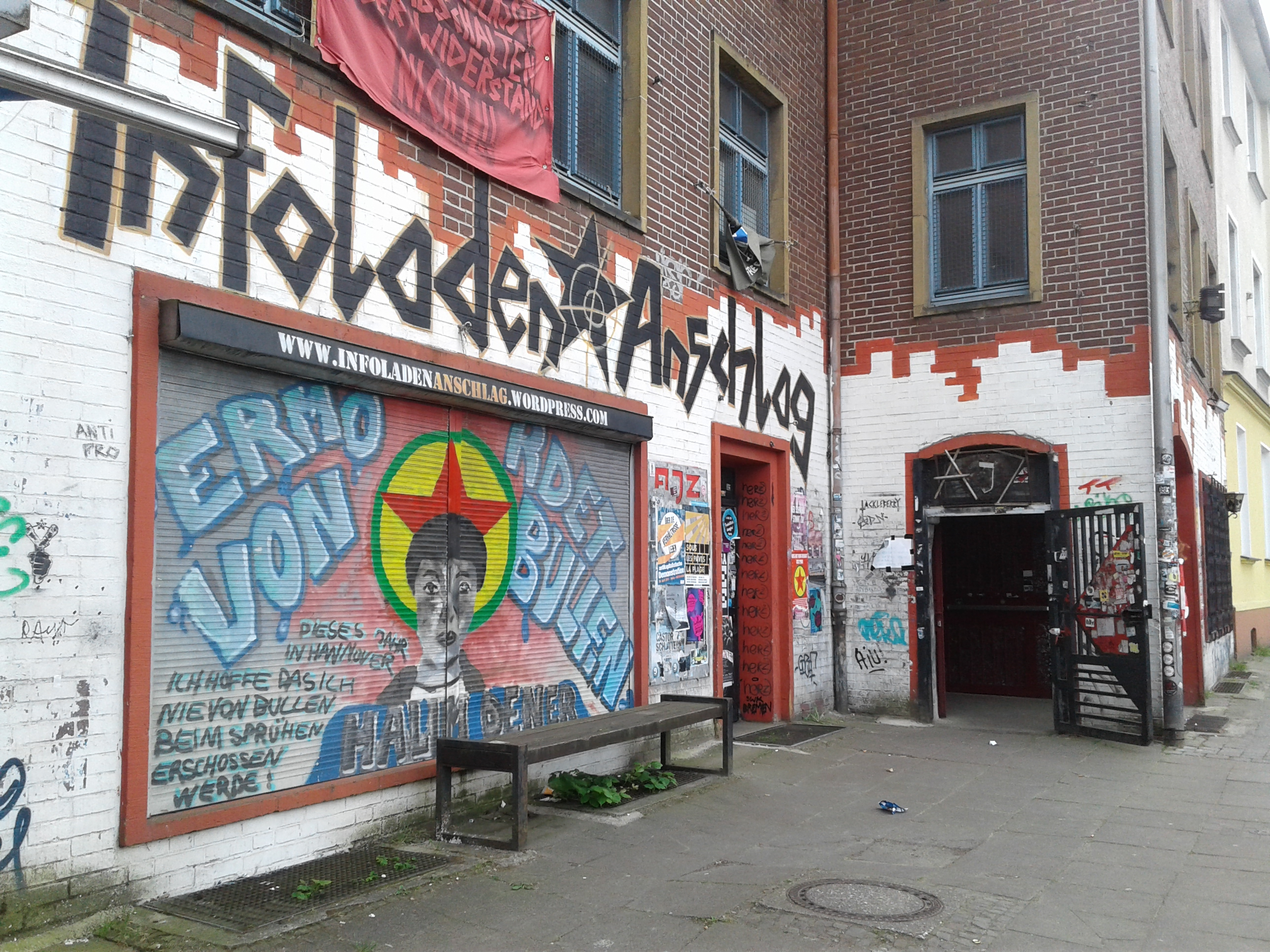
Le Centre des jeunes travailleurs de Bielefeld.

Le Centre des jeunes travailleurs (Arbeiterjugendzentrum) de Bielefeld est l'un des premiers foyers de jeunes autogérés en Allemagne.

## Histoire
Le 21 avril 1973, la « Maison de la Porte Ouverte » est occupée dans la Poststrasse à Bielefeld-Brackwede, pour maintenir un centre de jeunesse urbain créé en mars 1972 au moment de la réorganisation de l'intégration de Brackwede dans la municipalité de Bielefeld. En opposition au directeur, les jeunes développent un concept pour un centre de jeunes travailleurs et d'étudiants indépendant et autonome, qui est reconnu par le Bureau de la protection de la jeunesse et ouvre pour la première fois le 6 janvier 1973. L'AJZ ne reçoit aucune subvention publique et toutes les décisions sont prises par une assemblée.
Quand le bureau de protection de la jeunesse et la police voient comme un problème l'autonomie, le centre est fermé à nouveau fin janvier. Mais avant l'occupation, on organise notamment des stands d'information et une manifestation pour un foyer de jeunes autonome et une fête solidaire qui a lieu le 21 avril 1973. C'est au moment de la fête que l'occupation commence. Pendant cinq jours, environ 300 jeunes gens occupent la maison et s'y barricadent ; la maison n'est accessible que par une échelle vers le premier étage. Lorsque la maison est ouverte au public le 26 avril 1973, pour dissiper les rumeurs, la police expulse la maison. Un procès est mené contre les occupants en 1974.
Afin de peser face au bureau de protection de la jeunesse, on fonde en août 1973 l'Association pour l'établissement et la promotion d'un centre de jeunesse indépendant à Bielefeld-Brackwede, qui est reconnu en décembre de la même année. Un bâtiment convenable est trouvé dans une partie de l'usine de selles de bicyclettes Dargel à Heeper Straße 132 et partiellement loué en mai 1974. Après que la maison est largement rénovée et réparée à l'automne, l'AJZ est finalement permise en décembre. Le financement est annulé six mois plus tard, car la CDU dans sa campagne électorale, refuse l'AJZ. Le subventions sont redonnées à l'automne 1975.
Au cours de l'Automne allemand 1977, l'AJZ subit plusieurs perquisitions à la suite de la publication à Bielefeld de tracts ou d'autres brochures dans lesquels les autorités voient une violation de la loi empêchant la formation d'organisations terroristes. Cependant rien n'est retenu. En janvier 1978, on décide d'acheter la maison parce que le propriétaire veut la vendre et a des difficultés pour prolonger le bail qui expire le 30 avril 1979. Malgré une campagne renouvelée de la part de la CDU contre l'AJZ, le contrat d'achat est signé en juillet 1978. Grâce à d'autres bâtiments acquis au moment de la fermeture de l'usine, on peut établir un bar, une salle d'événements, un atelier de bricolage, un cinéma...
En 1991, aucune subvention n'est accordée, cependant, à ce moment une grande partie de la maison, qui fut préfinancée par la banque d'épargne, est payée et le reste est possible par des dons.

## Culture
À travers les concerts, l'AJZ gagne une importance suprarégionale. Des groupes internationalement connus comme Turbonegro, The Unseen, The Toasters, Lesbians on Ecstasy et Hammerhead ou Turbostaat ont joué à l'AJZ.

### Source de la traduction
- (de) Cet article est partiellement ou en totalité issu de l’article de Wikipédia en allemand intitulé « Arbeiterjugendzentrum Bielefeld » (voir la liste des auteurs).